# Cécile Duflot
Cécile Duflot (Villeneuve-Saint-Georges, 1 d'abril de 1975), és una urbanista i política francesa.
Fou la secretària nacional d'Europa Ecologia-Els Verds (EELV) del 13 de novembre de 2010 a l'23 de juny de 2012, després d'haver ocupat el mateix càrrec al partit ecologista dels Verds de 2006 a 2010. Després de la victòria socialista a l'elecció presidencial del 2012, fou Ministra d'Igualtat Territorial i Habitatge (càrrec de nova creació) en el govern de Jean-Marc Ayrault del 16 de maig de 2012 a l'31 de març de 2014.

## Biografia
Duflot va néixer a Villeneuve-Saint-Georges, Val-de-Marne, la filla més gran d'un sindicalista del ferrocarril i d'una professora de física i química (que era també sindicalista). Duflot va passar la seva infància i adolescència en el districte de Montereau-Fault-Yonne abans de tornar al seu poble natal,, Villeneuve-Saint-Georges, a principis dels 90. És una urbanista de professió, graduada a la ESSEC Business School (Escola de Negocis Francesa), i té un màster en geografia.
Els seus primers compromisos com a activista van ser a Jeunesse ouvrière chrétienne ("Joves Obrers Cristians") i a la Ligue pour la protection des oiseaux ("Lliga de protecció dels ocells").
Mare divorciada, Cécile té tres filles i un fillastre. A més, va compartir la vida de Jean-Vincent Placé, senador francès i que va arribar a ser secretari d'estat.